# Reformed Church in the United States
Die Reformed Church in the United States (RCUS) ist heute eine kleine konservative christliche Kirche in calvinistischer Tradition in den Vereinigten Staaten. Die RCUS ist Mitglied der International Conference of Reformed Churches (ICRC).
Die Reformed Church in the United States ist nicht zu verwechseln mit der Reformed Church in America.
Heute hat die Reformed Church in the United States etwa 50 Gemeinden mit 5000 Mitgliedern. Die Zeitschrift der Kirche ist „The Reformed Herald“.

## Lehre
Die Reformed Church in the United States vertritt eine streng konservative calvinistische Theologie basierend auf dem Heidelberger Katechismus, dem Niederländischen Glaubensbekenntnis und der Lehrregeln von Dordrecht.

## Struktur
Die Kirche hat eine synodale Verfassung. Das oberste Gremium ist die Synode.
Kirchenpräsident ist Vernon Pollema.
Sie ist in vier Classis (Abteilungen) organisiert
- Western Classis
- Northern Plains Classis
- South Central Classis
- Covenant East Classis

Es gibt keine Frauenordination.

## Geschichte
Die Kirche entstand in der ersten Hälfte des 18. Jahrhunderts in Pennsylvania unter deutschsprachigen Siedlern aus reformierten Gebieten der Schweiz und Deutschland. Es kamen auch Reformierte aus andern Gegenden wie Tschechien und Ungarn dazu. Die Kirche stand anfänglich unter der Schirmherrschaft der Holländischen reformierten Kirche in Holland. Diese Verbindungen rissen 1793 ab. Damals zählte die Kirche, die sich German Reformed Church nannte, 187 Gemeinden und 15'000 Mitglieder. Die Synodensprache war bis ins 19. Jahrhundert deutsch.
1810 gründete die Kirche die erste Auslands-Missionsgesellschaft der Vereinigten Staaten, die auch unter den Creek und Irokesen arbeitete.
Ein prominentes Mitglied der Kirche war der Schweizer Theologe und Kirchenhistoriker Philip Schaff, der am Mercersburg Seminary lehrte.
1866 änderte die German Reformed Church ihren Namen in Reformed Church in the United States.
Im 20. Jahrhundert bewegte sich der größere Teil der Kirche in Richtung Ökumene und liberale Theologie.
1934 fusionierte der größere liberale Teil der Kirche mit der Evangelical Synod of North America zur Evangelical and Reformed Church.
Eine einzige Classis war konservativ geprägt und wollte nicht fusionieren: die 1910 entstandene Eureka Classis (nach der Stadt Eureka in South Dakota benannt). 1936 kam die North Dakota Classis zur Eureka Classis und in der Folge auch einzelne Kirchgemeinden, die sich aus dem liberal geprägten Fusionsgebilde lösten. 1970 kamen einige Kirchen der General Association of Regular Baptists hinzu, weil sie reformiert sein wollen.  Von 1940 bis 1984 existierte die Eureka Classis als bleibender Teil der früheren Reformed Church in the United States. 1986 wurde beschlossen, wieder den alten Namen Reformed Church in the United States anzunehmen, da dieser wieder frei war. Die Kirche ist nach geographischen Kriterien in vier Classis organisiert.

## Verbindungen
Die RCUC ist Mitglied bei der International Conference of Reformed Churches und beim North American Presbyterian and Reformed Council.